# 小林希大
小林希大（日语：／ Kobayashi Kidai，2002年7月29日—），日本演員、模特兒、YouTuber，出生於長野縣，Just Production旗下藝人，網路節目《超十代頻道》共同主持人。2018年「日本最帥高中生選拔賽」長野縣代表，2020年在戀愛實境秀《今天喜歡上你了》參演者公開徵選中以第1名入選。
小林希大高中時就常與朋友拍攝TikTok短影片而小有名氣，經紀公司當時即透過Twitter詢問入社意願，但因為他不常用社交軟體而沒發現。2020年6月日本因疫情而自肅之時，他想找事情挑戰看看，偶然發現許多經紀公司積壓在信箱的入社與活動邀請，便聯絡了2年前最早傳訊息給他的經紀公司並成為旗下藝人。2021年出版第一本寫真集《希望〜我的青春日記〜》。

## 軼事
- 身高167公分，興趣是滑雪、滑板，高中加入足球社但經常只是坐板凳。[5]
- 喜歡的食物是福神漬。[5]
- 自認黑白棋不會輸給別人。[5]
- 喜歡的女生類型是會做蛋包飯的人。[5]
- 2020年受訪時最想見到的人是YouTuber「東海正在播出」。[5]

## 演出作品

### 綜藝節目
- 貓額Wide（2022年4月-、神奈川電視台）

### 網路節目
- 今天喜歡上你了「紫陽花編」（2020年6月、ABEMA）[6]
- 明天也可以喜歡你嗎？（2021年8月9日-、ABEMA）[7]
- 私立澀谷超十代學園 （2021年、LINE LIVE）[8]
- 超十代頻道（日语：超十代）（2021年12月3日、YouTube）：與野咲美優、Yunta共同主持。[1][9]

### 活動
- 《今天喜歡上你了》線上活動（2021年3月29日 20:00～）[10]

### MV
- 乃木坂46 第27張單曲 松尾美佑個人PV「月が綺麗ですね」[11]

## 書籍
- 小林希大 First 寫真集「希望〜我的青春日記〜」[4]